# Tênis nos Jogos Insulares de 2023
O torneio de tênis nos Jogos Insulares de 2023 foi realizado em Saint Sampson, Guernsey, entre os dias 9 e 14 de julho. Foram realizados um total de sete eventos, entre individual, duplas e equipes masculino e feminino, além de uma disputa de duplas mistas. As partidas ocorreram no Guernsey Tennis Club.

## Participantes
- Åland
- Alderney
- Bermuda
- Gibraltar
- Gotland
- Guernsey
- Ilha de Man
- Ilha de Wight
- Ilhas Faroé
- Jersey
- Minorca

## Medalhistas
| Evento            | Ouro                                             | Prata                                            | Bronze                                                       |
| ----------------- | ------------------------------------------------ | ------------------------------------------------ | ------------------------------------------------------------ |
| Simples masculino | Stuart Parker Jersey                             | Oscar Richard Berg Minorca                       | Filip Devallius Gotland                                      |
| Simples masculino | Stuart Parker Jersey                             | Oscar Richard Berg Minorca                       | Zacharias Forsström Åland                                    |
| Duplas masculinas | Alexander Xavier Berg Oscar Richard Berg Minorca | Nathan Schulz Zacharias Forsström Åland          | Gavin Manders James Finnigan Bermuda                         |
| Duplas masculinas | Alexander Xavier Berg Oscar Richard Berg Minorca | Nathan Schulz Zacharias Forsström Åland          | Scott Weaver Stuart Parker Jersey                            |
| Equipe masculina  | Scott Weaver Stuart Parker Jersey                | Alexander Xavier Berg Oscar Richard Berg Minorca | Nathan Schulz Zacharias Forsström Åland                      |
| Equipe masculina  | Scott Weaver Stuart Parker Jersey                | Alexander Xavier Berg Oscar Richard Berg Minorca | David Thomas Scott Redmond Bermuda                           |
| Simples feminino  | Lauren Watson-Steele Guernsey                    | Natasha Forrest Jersey                           | Anna Kirk Ilha de Man                                        |
| Simples feminino  | Lauren Watson-Steele Guernsey                    | Natasha Forrest Jersey                           | Shelby Madeiros Bermuda                                      |
| Duplas femininas  | Lauren Barker Lauren Watson-Steele Guernsey      | Karen Faragher Sarah Long Ilha de Man            | Eva Hurst Sonia Smith Jersey                                 |
| Duplas femininas  | Lauren Barker Lauren Watson-Steele Guernsey      | Karen Faragher Sarah Long Ilha de Man            | Antonija Sokic Natasha Forrest Jersey                        |
| Equipe femininas  | Antonija Sokic Natasha Forrest Jersey            | Melliz Petkova-Mustafa Tzvetelina Havrén Gotland | Joanna Dyer Lauren Watson-Steele Guernsey                    |
| Equipe femininas  | Antonija Sokic Natasha Forrest Jersey            | Melliz Petkova-Mustafa Tzvetelina Havrén Gotland | Anna Kirk Elena Snidal Karen Faragher Sarah Long Ilha de Man |
| Duplas mistas     | Anna Kirk Sean Drewry Ilha de Man                | Joanna Dyer Robert West Guernsey                 | Karen Faragher Marc Chinn Ilha de Man                        |
| Duplas mistas     | Anna Kirk Sean Drewry Ilha de Man                | Joanna Dyer Robert West Guernsey                 | Abigail Anderson Ricardo Solon Ilhas Cayman                  |

## Quadro de medalhas
Atualizado em 07 de agosto de 2023
| Pos                | Equipe             | Ouro | Prata | Bronze | Total |
| 1                  | Jersey             | 3    | 1     | 3      | 7     |
| 2                  | Guernsey           | 2    | 1     | 1      | 4     |
| 3                  | Minorca            | 1    | 2     | 0      | 3     |
| 4                  | Ilha de Man        | 1    | 1     | 3      | 5     |
| 5                  | Åland              | 0    | 1     | 2      | 3     |
| 6                  | Gotland            | 0    | 1     | 1      | 2     |
| 7                  | Bermuda            | 0    | 0     | 3      | 3     |
| 8                  | Ilhas Cayman       | 0    | 0     | 1      | 1     |
| Totais (8 Equipes) | Totais (8 Equipes) | 7    | 7     | 14     | 28    |